# Bugatti Tipo 15 e Tipo 17
La Tipo 15 e la Tipo 17 erano due autovetture di fascia medio-bassa prodotte dal 1910 al 1913 dalla Casa francese Bugatti.

## Profilo

### Caratteristiche
Tali vetture nascevano sul telaio debitamente allungato della piccola Tipo 13, che in quel periodo stava conquistando una gran fama grazie ai suoi successi in campo sportivo. In particolare, la Tipo 15 nasceva su un telaio dal passo di 2.40 metri di passo (contro i soli 2 metri del passo della Tipo 13), mentre sulla Tipo 17 il passo cresceva fino a 2.55 metri. Come nella Tipo 13, una parte delle vetture prodotte montava un radiatore ovale, mentre altri esemplari montavano un radiatore esagonale. Anche l'elementare meccanica telaistica, con sospensioni a balestre semiellittiche e con impianto frenante sulla trasmissione, era ripresa dal modello più compatto. La meccanica invece ricalcava quella della Type 13, della quale queste vetture volevano proporsi come varianti più grandi e comode. Ritroviamo quindi il quadricilindrico monoalbero in testa da 1327 cm³, alimentato da un carburatore Zenith ed in grado di erogare 15 CV di potenza massima a 2400 giri/min. Il cambio era a 4 marce, con frizione multidisco in umido.
Il fatto di voler proporre delle varianti di Tipo 13 a passo allungato fu sintomatico della volontà, da parte di Ettore Bugatti, di allargare la gamma anche ad altre tipologie di modelli, sempre dotati di soluzioni tecniche moderne e di ottime prestazioni per l'epoca, ma con caratteristiche aggiuntive come l'abitabilità, che a seconda del tipo di carrozzeria assicurava posto anche per quattro persone. E a tale proposito vale la pena parlare delle tipologie di carrozzerie disponobili per la Tipo 15 e la Tipo 17. A loro debutto e per tutta la loro breve carriera commerciale, questi due modelli furono resi disponibili come berlina, ma anche come torpedo e come roadster. In entrambe queste ultime due configurazioni di carrozzeria, si poteva scegliere se avere una vettura a due o a tre posti, mentre solo la berlina poteva averne quattro

### Carriera commerciale
La breve carriera commerciale dei due modelli di casa Bugatti fu segnata dall'aggiornamento del motore, avvenuto nel 1912 in contemporanea con il medesimo aggiornamento occorso alla Tipo 13, e che consistette nel leggerissimo aumento di cilindrata, passata da 1327 a 1368 cm3 e con potenza massima salita da 15 a 18 CV.
Lo scoppio della prima guerra mondiale rese prematura l'uscita di produzione di questi due modelli, che verranno sostituiti solo a partire dal 1920 dai modelli Tipo 22 e 23 (i quali stavano in realtà affiancando le Tipo 15 e 17 già da prima della guerra), con motore plurivalvole.

### Galleria fotografica
| Tipo 15 berlina | Tipo 15 Spider | Tipo 15 Torpedo | Tipo 15 Torpedo Sport | Tipo 17 Torpedo |
| --------------- | -------------- | --------------- | --------------------- | --------------- |
|                 |                |                 |                       |                 |
|                 |                |                 |                       |                 |